# Laibach (Band)
Laibach ist eine slowenische Musikgruppe.
Sie repräsentiert den musikalischen Teil des interdisziplinären Kunstkollektivs Neue Slowenische Kunst (NSK), das sie 1984 gemeinsam mit der Malergruppe IRWIN und der Theatergruppe Gledališče Sester Scipion Nasice (heute: NOORDUNG) begründete.
Als Untergruppen von Laibach entstanden temporär die Projekte Germania, Strom und Klang, Kraftbach, Peter Paracelsus und 300.000 Verschiedene Krawalle.
Mit dem Namen Laibach, dem deutschsprachigen, im Jugoslawien der Post-Tito-Ära unerwünschten Namen der slowenischen Hauptstadt Ljubljana, und dem gleichzeitigen provokanten Gebrauch unterschiedlichster ideologischer, politischer und religiöser Symbolik schufen die Musiker bewusst Reibungspunkte mit der Politik.

## Geschichte

### Der Anfang

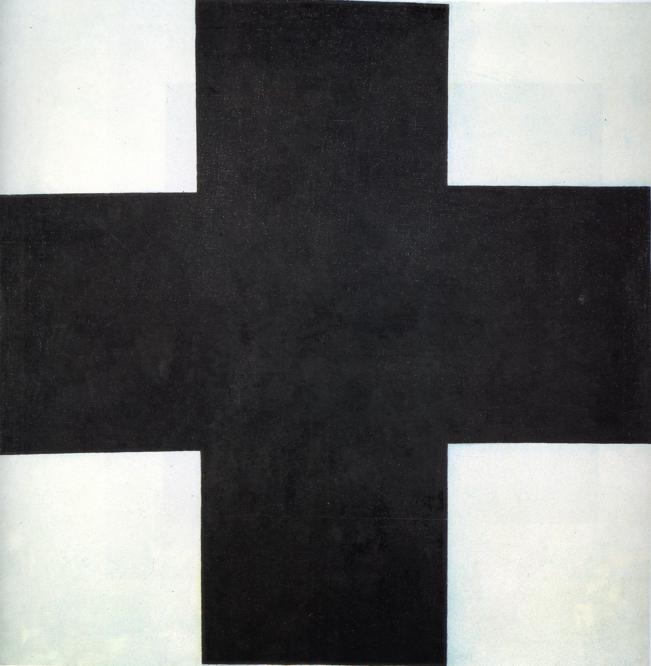
Schwarzes Kreuz von Kasimir Malewitsch

Die Band Laibach wurde am 1. Juni 1980 im damals jugoslawischen Trbovlje gegründet. In diesem Jahr bereitete Laibach in Trbovlje das multimediale Projekt „Eine Alternative zur slowenischen Kunst“ vor, das aufgrund der „unangemessenen Verwendung von Symbolen“ allerdings schon im Vorfeld von der jugoslawischen Regierung verboten wurde. Auf den Plakaten war das Schwarze Kreuz von Kasimir Malewitsch gemeinsam mit dem Namen Laibach verwendet worden.
1982 spielte die Gruppe ihre ersten Konzerte in Ljubljana, Zagreb und Belgrad auf ihrer „Tournee der drei Hauptstädte“. Laibach gab damals jedem Konzert einen eigenen Namen, so trug beispielsweise das letzte Konzert des Sängers Tomaž Hostnik den Namen Dotik Zla (‚Berührung des Bösen‘). Hostnik verübte nach dem Konzert in Zagreb Suizid, an seine Stelle als Sänger trat Milan Fras.
Am 23. April 1983 kam es bei einem gemeinsamen Konzert mit 23 Skidoo und Last Few Days im Rahmen der Musik-Biennale Zagreb zu einem Eklat. Um fünf Uhr morgens wurde das Konzert gewaltsam von der jugoslawischen Armee und kroatischen Polizei gestoppt, da man den Film The Future Continues und einen Pornofilm übereinander projiziert hatte. Dabei waren unter anderem der drei Jahre zuvor verstorbene Staatspräsident Tito und ein Penis gleichzeitig auf der Leinwand zu sehen. Die Band musste Kroatien verlassen.
Kurz darauf unterschrieb die Band einen Plattenvertrag mit der staatlichen jugoslawischen Plattenfirma ZKP RTV für die erste LP Nebo žari (‚Der Himmel glüht‘). Der Vertrag wurde jedoch wieder aufgehoben, da die jugoslawischen Autoritäten sich bezüglich der ideologischen Einordnung Laibachs und NSKs unsicher waren.
Am 23. Juni 1983 trat die Band in der politischen Sendung TV Tednik zum ersten Mal im Fernsehen auf. Die Band trug dabei Uniformen und Armbinden mit dem „Schwarzen Kreuz“ Malewitschs und beantwortete die Fragen des Moderators durch das Verlesen vorgefertigter Statements. Seitens des Senders wurde der Auftritt als eine Art Schauprozess gegen die Band inszeniert. Das martialische Auftreten Laibachs sowie die bewusst provokativen Inhalte ihrer Statements führten zu einem Verbot des Namens und jedweder öffentlichen Auftritte der Band in Jugoslawien, das bis 1987 fortbestand.
Von November 1983 an ging Laibach zusammen mit der Band Last Few Days auf Occupied Europe Tour, auf beiden Seiten des „Eisernen Vorhangs“.
1984 begründeten Laibach (Musik), IRWIN (Malerei, Grafik) und NOORDUNG (Theater, damals noch unter dem Namen Sisters of Scipion Nasice) die Neue Slowenische Kunst (NSK).
Im Dezember desselben Jahres gab Laibach trotz des Verbotes ein anonymes Konzert in Ljubljana.

### Die 1980er Jahre

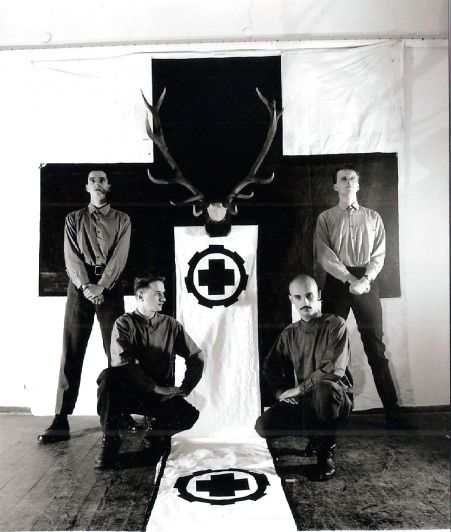
Laibach im Jahr 1983

Im April 1985 veröffentlichte das Label ŠKUC Ropot das erste Album der Gruppe, aufgrund des Namensverbotes erschien das Album ohne Erwähnung des Bandnamens. Im selben Jahr erschien das Album Rekapitulacija 1980–1984 auf dem Hamburger Plattenlabel Walter Ulbricht Schallfolien und die Single Die Liebe ist die grösste Kraft, die alles schafft auf dem britischen Label Cherry Red Records.
Im Rahmen der Zusammenarbeit mit Walter Ulbricht Schallfolien trat Laibach im Juni 1985 auf dem Neu Konservatiw Festival in Hamburg auf, es folgten weitere Konzerte unter anderem in München, Berlin, Aachen, Oberhausen und Wiesbaden unter dem Titel Die erste Bombardierung – Laibach über dem Deutschland.
Am 6. Februar 1986 wurde durch die NSK-Theatergruppe Gledališče Sester Scipion Nasice das Stück Krst Pod Triglavom (Taufe unter dem Triglav) in Ljubljana uraufgeführt, die Musik zu der Aufführung war von Laibach entwickelt und eingespielt worden. Die Musik wurde 1987 auf dem Doppelalbum Klangniederschrift einer Taufe durch die Plattenlabels Walter Ulbricht Schallfolien und Sub Rosa Records veröffentlicht.
Im Februar 1986 erschien das Album Nova Akropola auf dem britischen Plattenlabel Cherry Red Records. Es folgte eine Serie von Auftritten von Laibach gemeinsam mit dem britischen Tänzer Michael Clark im Rahmen seiner Produktion No Fire Escape in Hell in London und Manchester.
1986 war Laibach bei dem britischen Radiomoderator und DJ John Peel zu Gast. Die dabei entstandenen Aufnahmen (Peel Sessions) erschienen 2002 auf der CD Laibach – The John Peel Sessions auf Peels Plattenlabel Strange Fruit Records.
1987 partizipierten Mitglieder der Gruppe im Film Full Metal Jacket.
1987 wurde Laibach von dem britischen Plattenlabel Mute Records unter Vertrag genommen und veröffentlichte das Album Opus Dei, produziert von Slavko Avsenik junior. Es enthält unter anderem Coverversionen des Stücks Live Is Life der Gruppe Opus (einmal als deutsche Version unter dem Namen Leben heißt leben und einmal als englische unter dem Namen Opus Dei) und One Vision von Queen (unter dem Namen Geburt einer Nation). Die Stücke auf Nova Akropola und Opus Dei verlassen musikalisch zunehmend den Bereich des Industrial und der Avantgarde und weisen den Weg zu dem für Laibach bis heute als hauptsächlich typisch empfundenen Stil des militant classicism.
Ebenfalls 1987 schrieb Laibach auf Initiative des Theaterregisseurs Wilfried Minks die Musik für dessen Macbeth-Inszenierung am Hamburger Schauspielhaus und war als Musikgruppe auch Teil der Inszenierung. In einer in ihrer Bewertung mittelmäßig ausgefallenen Theaterkritik der Zeit wurde dies kommentiert:

„Auch ‚Laibach‘ ändert nichts. Der Auftritt der Musiker (über deren angeblich faschistoide Aura, angeblich terroristische Kraft vorher mächtig geraunt worden war) bleibt Zutat, bloße Behauptung. Sie machen viel Krach, aber wenig Angst und Schrecken. Sie bleiben Fremdlinge in einem sonst doch eher harmlos-behäbigen, herzensschlichten Spektakel.“

1988 coverte Laibach sowohl das komplette Album Let It Be der Beatles mit Ausnahme des Titelstückes als auch das Stück Sympathy for the Devil der Rolling Stones in acht verschiedenen Versionen.

### Die 1990er Jahre

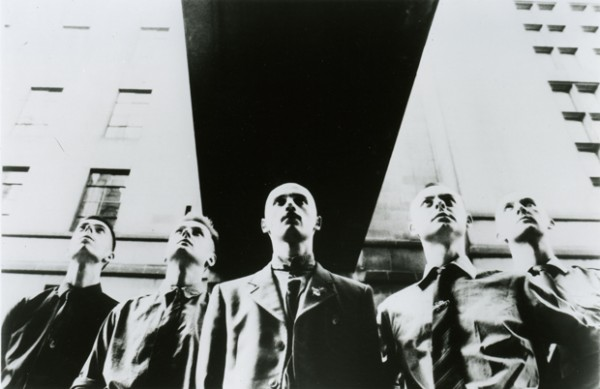
Laibach im Jahr 1989

Anlässlich der Deutschen Wiedervereinigung wurde die Single 3. Oktober (kraftwerk-ähnlicher Daniel-Miller-Remix des Stückes Geburt einer Nation) veröffentlicht.
1992 erschien das Album Kapital, das musikalisch und konzeptionell das Aufeinanderprallen westlicher und östlicher Kulturen nach dem Fall des „Eisernen Vorhangs“ und des Zusammenbruchs des ehemaligen Ostblocks thematisierte und dazu auch für Laibach bislang untypische Elemente z. B. aus dem Bereich des Hip-Hop implementierte. Im Jahr 1993 wurde ein Querschnitt der ersten Konzerte im Jahre 1982 unter dem Namen Ljubljana-Zagreb-Beograd veröffentlicht.
1994 kommentierte Laibach mit der Veröffentlichung des Techno-Pop-Albums NATO die aktuellen Ereignisse in Osteuropa und Ex-Jugoslawien und die Politik der NATO-Staaten. Das Album enthält ausschließlich Coverversionen, u. a. von Europe, Zager and Evans, Bolland & Bolland und DAF. Eigenen Angaben in einem Interview zufolge übergab der damalige slowenische Außenminister Zoran Thaler im Rahmen eines offiziellen diplomatischen Besuchs im NATO-Hauptquartier in Brüssel ein Exemplar der CD an den damaligen NATO-Generalsekretär Willy Claes. Im selben Jahr veröffentlichte die US-amerikanische Death-Metal-Band Morbid Angel die EP Laibach Re-mixes, auf der Morbid-Angel-Titel unter Aufsicht der Band Laibach von Janex Krizaj geremixt und vom Laibach-Nebenprojekt 300.000 Verschiedene Krawalle produziert wurden.
Die CD/VHS-Box Occupied Europe NATO Tour 1994-95 bot eine Auswahl aus der Zwei-Jahres-Tournee der Band, inklusive der Auftritte in Sarajevo am 20. und 21. November 1995.
Das 1996 erschienene Album Jesus Christ Superstars beschäftigt sich inhaltlich mit religiösen Themen. Neben Eigenkompositionen befinden sich auch auf diesem Album wiederum Coverversionen, darunter Superstar aus dem Musical Jesus Christ Superstar, Prince’ The Cross und Juno Reactors God Is God. Ebenfalls 1996 spielte die Gruppe gemeinsam mit dem slowenischen Philharmonie-Orchester und dem Akademischen Chor Tone Tomšič auf der Eröffnung des europäischen Kulturmonats in Ljubljana. Marko Letonja dirigierte orchestrierte Versionen von frühem Material der Band.
1997 erschien die CD M.B. December 21, 1984 mit Live-Aufnahmen früher Konzerte des Jahres 1985.

### Im neuen Jahrtausend

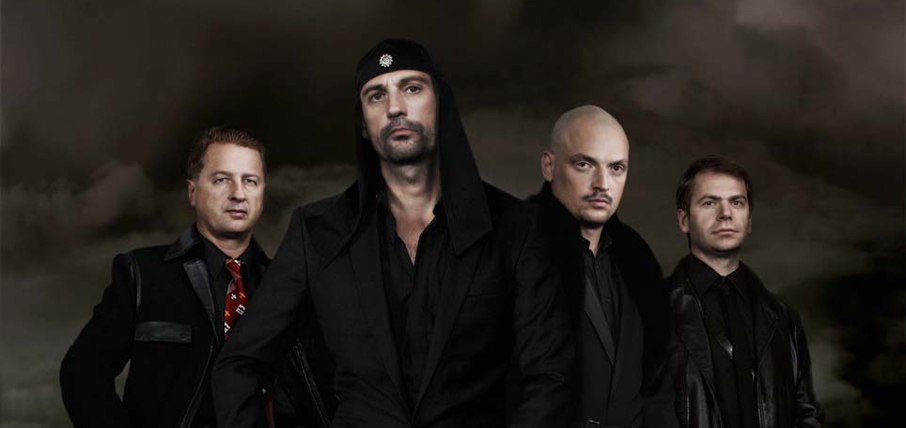
Laibach im Jahr 2006
(vorne Milan Fras, links Ivan Novak)

Im Rahmen der Weltausstellung EXPO 2000 in Hannover fand ein Konzert von Laibach als offizieller Beitrag im slowenischen Pavillon statt. 2001 und 2003 trat Laibach auf dem Wave-Gotik-Treffen in Leipzig auf.
2003 meldete sich Laibach mit dem Album WAT (We Are Time) zurück. Ende 2004 erschienen die Best-of-Doppel-CD Anthems und zwei DVDs mit Videos, dem Konzert der Occupied Europe NATO Tour 1994-95 und der Reportage A Film from Slovenia.
Am 1. Juni 2006 wurde im Rahmen des Bachfests in Leipzig beim Konzert für das Kreuzschach und vier Schachspieler eine Neubearbeitung der Kunst der Fuge von Johann Sebastian Bach als audiovisuelle Gesamtinstallation aufgeführt. Eine Studioversion des Stücks erschien 2008 unter dem Titel Laibachkunstderfuge. Am 1. September 2006 war im Rahmen der Ausstellung Return of the Repressive in Birmingham beim Concerto for Magnetophone, Gramophone, Radiophone and Megaphone eine Industrial-Klangcollage im Stile der frühesten Werke der Band zu hören. Am 23. Oktober 2006 erschien das Album Volk, auf dem Laibach diverse Nationalhymnen interpretiert. Die Band arbeitete im Zuge der Realisierung dieses Albums mit Boris Benko und Primož Hladnik von der Band Silence aus Ljubljana zusammen.

Performance LAIBACHKUNSTDERFUGE
Leipzig 2006

Ende 2007 wurde die Dokumentation Divided States of America, die im Rahmen der gleichnamigen US-Tour 2004 gedreht wurde, auf DVD veröffentlicht. Ebenfalls enthalten ist der Mitschnitt eines Konzerts der WAT-Tour in Paris 2004.
Am 18. April 2009 trat Laibach gemeinsam mit dem Slowenischen Sinfonieorchester unter Leitung von Izidor Leitinger in Ljubljana auf. Unter dem Titel Volkswagner wurden dabei Stücke aus Richard Wagners Tannhäuser, Siegfried und Die Walküre von Laibach neu interpretiert. 2010 traten sie auch auf dem M’era Luna Festival auf.
Für den Film Iron Sky steuerte Laibach und Ben Watkins von Juno Reactor 2012 den Soundtrack bei.
Am 14. April 2012 gab Laibach ein Konzert in der Tate Gallery of Modern Art in London, das und unter dem Titel Monumental Retro-Avant-Garde als Live-Album veröffentlicht wurde.
Am 19. Oktober 2012 fand unter dem Titel Kohle ist Brot ein Konzert von Laibach im Kohlebergwerk Velenje (Slowenien) in 200 Metern Tiefe statt, bei dem frühe Industrial-Werke der Band aufgeführt wurden. Das Konzert war Teil des künstlerischen Programms zur Europäischen Kulturhauptstadt Maribor 2012.
Im November 2012 wurde am Schauspielhaus Düsseldorf Lew Tolstois Die Macht der Finsternis in einer Inszenierung von Sebastian Baumgarten aufgeführt, zu der Laibach die Musik schrieb. Darüber hinaus verwendete die Inszenierung auch optische Versatzstücke im Laibach-Stil.
Im März 2014 kam das neue Album Spectre in den Handel. Laibach setze darin den Fokus auf Themengebiete wie Kapitalismus und die Unterdrückung sowie Bespitzelung der Menschen durch Staat und Politik sowie dass man sich dagegen wehren solle. Sowohl in den Liedern als auch in den Presseerklärungen zu dem Album wurden Beispiele wie Occupy Wall Street und die Whistleblower Edward Snowden, Chelsea Manning und Julian Assange genannt. In diesem Zusammenhang wurde von der Band auch eine symbolische Partei mit dem Namen Spectre-Party gegründet. Diese fiktive Partei soll gesellschaftliche Änderungen im Sinne des Spectre-Themas initiieren. Parteibücher mit den Thesen der Partei sowie den Texten der Parteilieder (d. h. der Lieder auf dem Album Spectre) wurden der limitierten Deluxe-CD beigelegt und können auch bei den Konzerten und im offiziellen Laibach-Shop gekauft werden. Die Registrierung der Mitgliedschaft erfolgt online auf der Internetseite von Laibach bzw. der Partei. Direkt nach der Veröffentlichung des Albums ging Laibach auf eine ausgedehnte Europa-Tour, die die Gruppe auch wieder für mehrere Termine nach Deutschland führte.
Im Juli 2014 veröffentlichten Laibach eine EP im Auftrag des Polnischen Nationalen Zentrums für Kultur, die an den 70. Jahrestag des Warschauer Aufstands erinnert. Diese EP beinhaltet drei Lieder und war zunächst nur über das Polnische Nationale Zentrum für Kultur zu beziehen, später auch über einen englischsprachigen Online-Shop erhältlich.
Für das im April 2015 am Münchener Residenztheater uraufgeführte Theaterprojekt The Dark Ages von Regisseur Milo Rau komponierten Laibach die Musik und gaben anlässlich der Uraufführung ein begleitendes Konzert.
Am 12. Juni 2015 gab die Band auf ihrer Website bekannt, dass sie am 19. und 20. August 2015 unter dem Titel Liberation Day Tour 2015 zwei Konzerte in der nordkoreanischen Hauptstadt Pjöngjang geben wolle. Anlass sei der 70. Jahrestag des Endes der japanischen Besatzung in Korea, welches mit dem Gwangbokjeol-Feiertag begangen wird. Zahlreiche Medien hielten die Ankündigung, dass Laibach (als erste westliche Musikgruppe überhaupt) in dem abgeschotteten Staat auftreten würden, zunächst für einen PR-Gag der Band, die Konzerte fanden jedoch tatsächlich wie angekündigt statt. Vor ca. 1.500 Zuschauern im Ponghwa-Theater, bei denen es sich überwiegend um nordkoreanisches Publikum und nur in kleinen Teilen um ausländische Fans, Touristen sowie Angehörige des diplomatischen Korps handelte, spielte die Band neben bekannten Stücken auch Neuinterpretationen nordkoreanischer Volkslieder sowie Stücke aus dem Musical The Sound of Music. 2017 wurde unter dem Titel Liberation Day eine Filmdokumentation zu dem Konzert in Pjöngjang veröffentlicht.
Im Februar 2020 wurde am Berliner Theater Hebbel am Ufer die als „Musical“ bezeichnete Musik-/Theaterperformance Wir sind das Volk aufgeführt, in der Texte von Heiner Müller durch Laibach vertont wurden.

## Konzeption und künstlerisches Selbstverständnis

### Das Prinzip „Retroavantgarde“

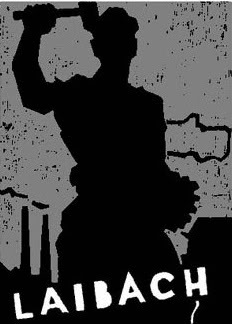
„The Thrower“
Laibach-Plakat 1980

Das künstlerische Prinzip Laibachs wie auch der gesamten Neuen Slowenischen Kunst wird heute zumeist als Retroavantgarde oder, speziell im Falle Laibachs, als Monumental-Retro-Avantgarde bezeichnet.

„Retroavantgarde ist die grundlegende künstlerische Vorgehensweise von Neue Slowenische Kunst. Sie basiert auf der Prämisse, dass Traumata der Vergangenheit, die sich auf Gegenwart und Zukunft auswirken, nur geheilt werden können durch eine Rückkehr zu den ursprünglichen, auslösenden Konflikten. Die moderne Kunst hat bislang noch nicht den Konflikt überwunden, der durch die […] Assimilierung der historischen Avantgardebewegungen in die Systeme totalitärer Staaten entstand. Die übliche Wahrnehmung der Avantgarde als fundamentales Phänomen des 20. Jahrhunderts ist belastet durch Ängste und Vorurteile. Einerseits wird diese Periode naiv glorifiziert und mystifiziert, während andererseits ihr Missbrauch, ihre Kompromisse und Fehler mit bürokratischer Genauigkeit gezählt werden, um uns daran zu erinnern, dass sich eine derartig grandiose Verblendung niemals wiederholen darf.“

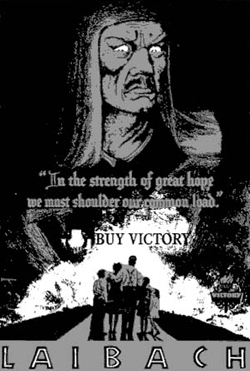
„Buy Victory“
Laibach-Plakat 1984

Die (bildlichen und musikalischen) Werke Laibachs sind diesem Konzept folgend geprägt durch die Verwendung von Versatzstücken, Symbolen, Zeichen, Zitaten, Samples und Ikonen aus unterschiedlichsten künstlerischen und politisch-historischen Kontexten, insbesondere jedoch der totalitären Ideologien des 20. Jahrhunderts.
Die von Laibach zitierten musikalischen Elemente entstammen dabei ebenso der klassischen Musik wie dem Heavy Metal, der Disco-Musik und dem Techno und slowenischem Kulturerbe. So finden sich in verwendeten Samples und Coverversionen Laibachs Elemente aus Werken von Gustav Holst, Anton Bruckner, Carl Orff, Franz Liszt und Dmitri Dmitrijewitsch Schostakowitsch ebenso wie Stücke von Bands wie Queen, den Beatles oder den Rolling Stones.
Die beschriebene Arbeitsweise Laibachs setzt ein rücksichtsloses Aneignen von musikalischem Material unterschiedlichster Herkunft und dessen Verarbeitung zu eigenen Zwecken, mithin das künstlerische ready-made im Sinne Marcel Duchamps und Joseph Beuys’ voraus.

“The compositional process is a dictated ready-made.”

„Der Kompositionsprozess ist diktiert vorgefertigt.“

Dieser bewusste Prozess des ständigen Wiederholens und Neuverarbeitens zeigt neben dem exorzistischen auch ein psychoanalytisches Element der Arbeitsweise Laibachs.

### Affirmative Über-Identifizierung
Das Prinzip der „Retroavantgarde“ beschreibt den grundsätzlichen Ansatz, durch die Herauslösung musikalischer und ideologischer Elemente aus ihrem angestammten Kontext ein verändertes, ent- oder rekontextualisiertes Produkt zu erschaffen. Dies geschieht bei den Werken Laibachs jedoch nicht mit dem Ziel der Ironie, Satire, Übertreibung oder kritischer Distanz, sondern stattdessen mit dem Ziel einer „affirmativen Überidentifizierung“. Der slowenische Philosoph Slavoj Žižek, dessen slowenische Jacques-Lacan-Schule im Hinblick auf ihre Deutung des Symbolischen sowie ihrer Ideen zu Ideologie und Postmoderne für die NSK inspirierend wirkte, umschrieb diese außergewöhnliche, exorzistisch anmutende Herangehensweise als „das Phantasma durchqueren“. Laibach übernahm also gerade nicht den üblichen freiheitlichen Ansatz der historischen Avantgarde-Bewegungen (oder auch der zeitgenössischen jugoslawischen Punk-Bewegung), sondern simulierte in den Werken ganz bewusst die Anfälligkeit solcher Bewegungen für Korruption durch politische Systeme:

“All art is subject to political manipulation […], except for that which speaks the language of this same manipulation.”

„Jede Kunst ist politischer Manipulation unterworfen […], außer jener, die die Sprache eben dieser Manipulation spricht.“

Die radikale und ambivalente Vorgehensweise der „Über-Identifizierung“ gipfelt in der totalitären, unkommunikativen und zum Teil martialischen Inszenierung Laibachs und dem damit einhergehenden nach außen vertretenen Absolutheitsanspruch, der wiederum eine symbolische Aneignung der Funktionsweise totalitärer Ideologien und Regime darstellt:

“Our freedom is the freedom of those who think alike.”

„Unsere Freiheit ist die Freiheit derer, die gleich denken.“

“We […] are the engineers of human souls.”

„Wir […] sind die Ingenieure der menschlichen Seele.“

Konzerte der Band sind neben dem bombastischen Musikstil geprägt von massiver Lautstärke, grellen Lichteffekten und dem uniformierten Auftreten der Band selbst. Der Rezipient soll durch die übersteigerte Wirkung überwältigt werden – um im Anschluss umso intensiver die Erfahrung zu machen, dass das Gezeigte letztlich ein „Nichts“, eine dysfunktionale Ideologie, ein Widerspruch in sich selbst ist, um so die gedankliche Auseinandersetzung mit dem Gezeigten zu fördern. Mit Ausnahme des durch Laibach gesetzten künstlerischen Kontexts bleiben leere Versatzstücke und Ideologiesplitter zurück, die in der „völligen Stumpfsinnigkeit ihrer materiellen Präsenz“ erfahrbar werden (Žižek):

“Laibach are not an answer – they are a big questionmark.”

„Laibach sind keine Antwort – sie sind ein großes Fragezeichen.“

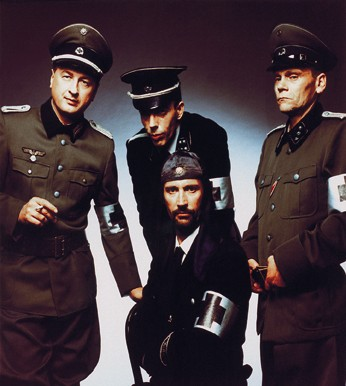
„Monumental Retro Avantgarde“
Laibach 2003

Die beschriebene Strategie wird dabei nicht auf Konzerte und Auftritte der Band beschränkt, sondern setzt sich in gewissem Maß auch in Interviews und Statements der Gruppe fort, so dass die Künstler selbst letztlich nicht als Individuen erkennbar werden, sondern konsequent ihre Rollen innerhalb des von ihnen erschaffenen Gebildes zu Ende spielen und den Rezipienten über das zugrunde liegende Konzept vollständig im Unklaren lassen:

“We are as much fascists as Hitler was a painter.”

„Wir sind so sehr Faschisten, wie Hitler ein Maler war.“

“Pop music is for sheep and we are shepherds disguised as wolves.”

„Popmusik ist für Schafe und wir sind als Wölfe getarnte Hirten.“

Dasselbe Prinzip äußert sich auch in der massiv betonten Anonymität und kollektiven Arbeitsweise Laibachs:

“Laibach adopts the organizational system of industrial production and the identification with ideology as its work method. In accordance with this, each member rejects his individuality, thereby expressing the relationship between the particular form of production system and ideology and the individual. […] The internal structure functions on the directive principle and symbolizes the relation of ideology towards the individual.”

„Laibach übernimmt das Organisationssystem der industriellen Produktion und die Identifikation mit der Ideologie als Arbeitsmethode. Dementsprechend lehnt jedes Mitglied seine Individualität ab und bringt so das Verhältnis zwischen der jeweiligen Form des Produktionssystems und der Ideologie und dem Individuum zum Ausdruck. […] Die interne Struktur funktioniert nach dem Richtlinienprinzip und symbolisiert das Verhältnis der Ideologie zum Individuum.“

Diesem Prinzip folgend nennt die Band als ihre Besetzung bis heute ungeachtet der tatsächlichen personellen Veränderungen unveränderlich EBER – SALIGER – KELLER – DACHAUER als bereits 1982 festgesetztes Prinzip. Tatsächliche Namen werden lediglich von temporären Gastmusikern explizit genannt, die eigentlichen Laibach-Akteure bleiben in den offiziellen Verlautbarungen der Band bis heute (obwohl sie zwischenzeitlich bekannt sind) stets ungenannt.
Das Ziel Laibachs war und ist, ungeachtet ihrer Dekonstruktion und Demontage des Ausgangsmaterials, dennoch nach heute allgemein herrschender Auffassung nicht als totale Kritik und Ablehnung zu verstehen. Ihre Werke sollen die herrschenden Systeme und Ideologien nicht kritisieren oder anklagen, sondern durch Über-Affirmation vielmehr deren versteckte Mechanismen und Prämissen aufzeigen, die einer „herkömmlichen“ Kritik nicht zugänglich sind:

„In diesem Sinne erscheint sie [die Strategie von Laibach/NSK] in einem neuen Licht: Sie ‚frustriert‘ das System (die herrschende Ideologie) genau insoweit, als sie nicht seine ironische Nachahmung, sondern die Über-Identifizierung mit ihm ist – die Effizienz der Über-Identifizierung besteht darin, dass sie das obszöne Superego auf der Unterseite des Systems ans Tageslicht bringt.“

Laibach selbst gab in einem Interview an, selbst in ihrer Anfangszeit sei ihre Haltung nicht explizit gegen das damalige politische System Jugoslawiens gerichtet gewesen:

“Laibach was never a dissident group. We did not ‘hate’ Yugoslavia or its regime and we did not want to overcome it. On the contrary: We wanted to make it stronger, better and more effective. But it was too late. Yugoslavia was created in the period of late surrealism and hypersocial realism. It came to its climax in modernism and began to dissolve in postmodernism. In fact, it was an eclectic retro-formation and not a homogenized modernist surface. The split of Yugoslavia, the change of a system and the war which followed was in a way the logical result of the end of the utopian dream.”

„Laibach war nie eine Dissidentengruppe. Wir haben Jugoslawien und sein Regime nicht „gehasst“ und wollten es auch nicht überwinden. Im Gegenteil: Wir wollten es stärker, besser und effektiver machen. Aber es war zu spät. Jugoslawien wurde in der Zeit des Spätsurrealismus und des hypersozialen Realismus geschaffen. Es erreichte seinen Höhepunkt in der Moderne und begann sich in der Postmoderne aufzulösen. Tatsächlich war es eine eklektische Retro-Formation und keine homogenisierte modernistische Oberfläche. Die Spaltung Jugoslawiens, der Systemwechsel und der folgende Krieg waren in gewisser Weise das logische Ergebnis des Endes des utopischen Traums.“

### Coverversionen
Das beschriebene Prinzip der Retroavantgarde führte bei Laibach neben der massiven Nutzung von Samplings auch zu vollständigen Coverversionen bekannter Musikstücke. Laibach selbst bezeichnen diese Stücke jedoch nicht als Coverversionen, sondern als „neue Originale“:

“The essence of music is a miracle of technology, which is based on mechanical pricinciples of the universe. The essence of mechanics is ‘Ewige Wiederkehr des Gleichen’. On this basis we find no superiority in the cover-versions over sampling technologies. Our work, however, which is original, or rather a copy without original, is superior to the historical material.”

„Das Wesen der Musik ist ein Wunder der Technik, das auf mechanischen Prinzipien des Universums beruht. Das Wesen der Mechanik ist „Ewige Wiederkehr des Gleichen“. Auf dieser Basis finden wir in den Cover-Versionen keine Überlegenheit gegenüber Sampling-Technologien. Unsere Arbeit, die original oder vielmehr eine Kopie ohne Original ist, ist jedoch dem historischen Material überlegen.“

Der hauptsächliche künstlerische Ansatz der Laibachschen Coverversionen geht dahin, aus zunächst möglicherweise irrelevant und gewöhnlich erscheinendem Material der Popkultur durch stilistische und inhaltliche Verschiebungen auf die tatsächlichen unterschwelligen Inhalte hinzudeuten und diese in einen größeren Kontext zu setzen. Die Stücke „werden gezwungen, ein symbolisches Gewicht zu tragen, für das sie nicht konstruiert wurden, überladen mit konzeptionellem und tonalem Exzess“ (Alexei Monroe).
Das diesbezüglich bekannteste Stück ist die auf dem Album Opus Dei unter dem Titel Geburt einer Nation erschienene Cover-Version von Queens One Vision. Die Geburt einer Nation ist der Titel eines amerikanischen Stummfilms aus dem Jahr 1915. Die Neuinterpretation in deutscher Sprache und unter Benutzung von Fanfaren und Marschrhythmen legt die „kryptofaschistischen“ Züge der Popmusik durch Überhöhung offen:
| Laibachs Text (Ausschnitt): Ein Mensch, ein Ziel und eine Weisung. Ein Herz, ein Geist, nur eine Lösung. Ein Brennen der Glut. Ein Gott, ein Leitbild. Ein Fleisch, ein Blut, ein wahrer Glaube. Ein Ruf, ein Traum, ein starker Wille Gebt mir ein Leitbild. | Ursprünglicher Text von Queen (Ausschnitt): One man one goal one mission, One heart one soul just one solution, One flash of light one god one vision One flesh one bone, One true religion, One voice one hope, One real decision, gimme one vision |

Laibach selbst bemerkten zu diesem Stück in einem Interview:

“Queen are very honest. They are bringing out the main principles of pop culture. […] Queen show how the concert is really a political event. The band controls a large number of people and has them behaving according to their vision.”

„Queen sind sehr ehrlich. Sie bringen die Hauptprinzipien der Popkultur heraus. […] Queen zeigen, wie das Konzert wirklich ein politisches Ereignis ist. Die Band kontrolliert eine große Anzahl von Menschen und lässt sie sich entsprechend ihrer Vision verhalten.“

Weitere Coverversionen Laibachs existieren unter anderem von Opus’ Live Is Life (1987), Europes The Final Countdown (1994) und Bob Dylans Ballad of a Thin Man (2012).
2003 erschien auf dem Album WAT das Stück Tanz mit Laibach, das ursprünglich als eine Coverversion des Stückes Der Mussolini von DAF vorgesehen war. Aufgrund von Schwierigkeiten mit den Rechteinhabern wurde das Stück allerdings mit einem von Laibach komplett neu verfassten Text und eigener musikalischer Komposition veröffentlicht.

### Sympathy for the Devil
1988 veröffentlichte die Band über Mute Records eine Coverversion des Rolling-Stones-Klassikers Sympathy for the Devil als 7"- und 12"-Single sowie anschließend ein Album mit dem Titel Sympathy for the Devil, das ausschließlich aus verschiedenen (auch mehrsprachigen) selbst interpretierten Versionen des Liedes besteht.
Im Musikvideo „setzt Laibach die Vorstellungen und Vorurteile über den Osten in Szene“. Die Rhythmen und Laute, die „mit indigenen Kulturen assoziiert werden können“ und die den Teufel „mit dem ‚Unzivilisierten‘ in Kontext“ setzen, werden von Laibach aufgegriffen und auf einer visuellen Ebene transformiert, „in welcher der Teufel und das wofür er steht in den Osten hineinprojiziert wird“. Zu Beginn wird „[e]ine von Wäldern umgebene und Nebelschwaden verdeckte Burg im Dunkel der Nacht […] gezeigt“, ein Spiel mit Klischees des Horrorfilms. Die akustische Untermalung erinnert an jene von Geisterbahnen, begleitet von einer „höhnischen Stimme mit einem slawischen Akzent aus dem Off“, begleitet. Durch die „billige und kitschige Art“ der Inszenierung wird diese „von Hollywood immer wieder produzierte Vorstellung der Lächerlichkeit preisgeben“. Die Gastmahlszene zeigt die sich „als archaisch-barbarische Herren gebärdenden Laibach-Mitglieder“ in der Burg, wobei „[d]er Fokus […] dezidiert auf das Zu-sich-nehmen von Speis und Trank gelegt“ ist. Die Einrichtung „oszilliert zwischen Luxus und Kitsch, vor allem aufgrund der ausgestopften Tiere, wie der Wildschweinkopf, dessen Zunge fast heraushängt, oder der riesige Bär, der sich seitlich bewegt“. Nach Alexei Monroes Interpretation gemäß Slavoj Žižeks Theorie des Genießens im Nationalismus repräsentiert Laibach hier „eine spektrale, ritualisierte Form östlichen Genießens, die anderen beneiden, jedoch niemals vollständig partizipieren oder begreifen können“. Diese Szene „bestätigt und verneint westliche Stereotypen von verarmten, unterdrückten Europäern, die nur auf vormoderne Formen des Genießens zugreifen können“. Dem westlichen Auge erscheine dies sowohl archaisch als auch seltsam faszinierend.
Das dargestellte Bild des Ostens schließt auch Gewalt, Willkür und Chaos mit ein: In einer kurzen Episode reiten Männer in eine Stadt ein, die „einer anderen Welt anzugehören“ scheint. Ein offensichtlich entführter Mann stürzt von einem Pferd und reißt dieses und den Reiter dabei zu Boden. Als er zu flüchten versucht, erschießt der Reiter zuerst sein Pferd und dann den Flüchtling. Den Passanten scheint dies kein unbekanntes Bild zu sein; in ihrem Versuch, sich in Sicherheit zu bringen, ist „keine wirkliche Panik zu sehen, sondern eher eine Routinehandlung“. Eine weitere Szene zeigt eine blonde Frau, die auf einem Laibach-Emblem kniend zu einer (Marien-)Statue betet und „ihren kalten Blick langsam in die Kamera richtet“.

„Dieses Bild irritiert. Von Interesse ist nicht nur, dass sie möglicherweise, doch Laibach oder ein System ‚anbetet‘, sondern dass sie diese Handlung überhaupt ausführt, dass sie gläubig ist, was nach Žižek den Zyniker zutiefst irritieren muss, der nur an sein eigenes Genießen glaubt und den Gläubigen, spitz formuliert, eigentlich als barbarisch betrachtet. Irritierend ist aber vielleicht weiter, insofern wir den Zuseher mit dem westlichen Betrachter gleichsetzen, dass dieser möglicherweise davon ausgeht, dass diese Frau aus dieser brutalen Umwelt gerettet werden möchte, aber genau das scheint sie nicht zu wollen, sie gehört einfach dorthin. Ihr Blick scheint den Zuseher eher auszulachen. Die Kränkung für den Zuseher, muss sich nach dieser Lesart, in der letzten Szene einstellen, wenn sich der Sänger als Pater familias schützend zu seiner Familie stellt, zu welcher auch diese Frau gehört, was dann auszusagen scheint, dass man die Hilfe des fremden Betrachters auf keinen Fall benötigt.“

Das Video spiegelt die Tendenz wider, zum Schluss zu kommen, dass die Realität der Menschen, die innerhalb eines Systems leben, dem eigenen Bild und Wissen über dieses System entspreche. Hierbei werden die Charakteristika des politischen Systems mit den dort lebenden Personen verflochten; wenn also ein System brutal, barbarisch und totalitär ist, wird daraus gefolgert, dass dies auch auf die Bevölkerung zutreffe. Laibach manipuliert westliche Vorurteile und wendet zugleich eine „höchst anspruchsvolle retrograde Methodologie“ an. Diese „Fantasie des ‚primitiven Balkanismus‘“ wurde kurz darauf während des Jugoslawienkrieges in den Medien propagiert.

### Musikstil
Obwohl sich Laibach grundsätzlich als „Rock-Band“ versteht, umspannt der Musikstil einen weiten Bogen von Genres und ist im Ergebnis eine in dieser Form zum Teil einzigartige Klangcollage.
Die frühen Stücke der Band in der ersten Hälfte der 1980er Jahre waren noch weitestgehend dem Post-Punk und dem Post-Industrial zuzuordnen und nahmen mit ihren Frühwerken Laibach (1985), Rekapitulacija (1985) und Nova Akropola (1986) partiell die Stilistik des Martial Industrial vorweg. Die Stücke dieser Periode sind geprägt durch den Einsatz von Bass und Schlagzeug, gepaart mit einfacher elektronischer Klangerzeugung und dem Einsatz von Kassettenrecordern für Samples und greifen inhaltlich und musikalisch die tatsächlichen industriellen Eindrücke der Bergbaustadt Trbovlje auf, aus der die Gründungsmitglieder Laibachs stammen. Exemplarisch für diese Stilperiode stehen unter anderem die Stücke Red Silence und Delo in disciplina (Arbeit und Disziplin).

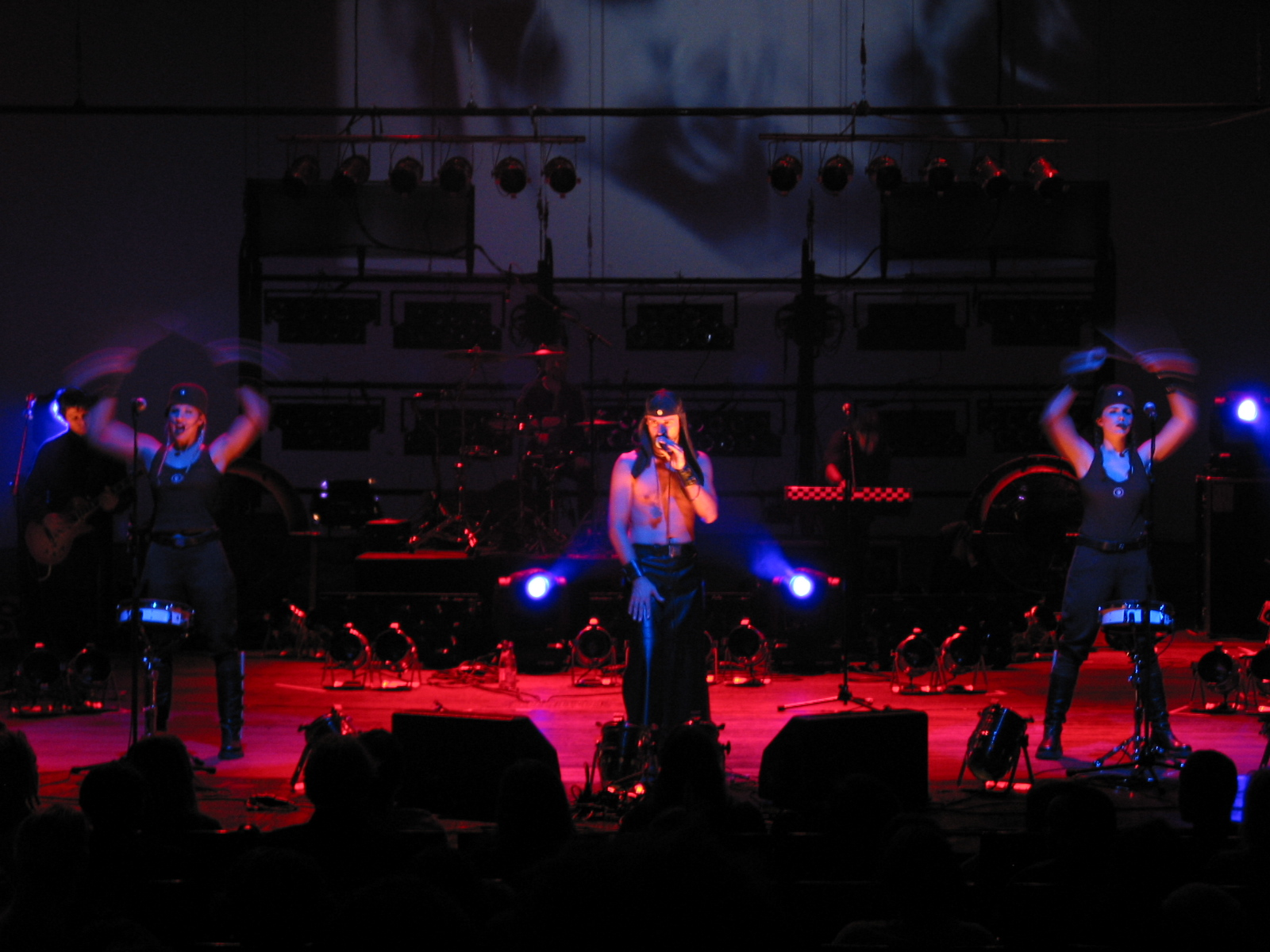
Laibachshow zum Album WAT
Volksbühne Berlin 2003

Ab Mitte der 1980er Jahre bildet sich mit dem Album Nova Akropola allmählich der als militant classicism (Alexei Monroe) bezeichnete typische Laibachstil heraus, der geprägt wird durch militärische Marschrhythmen, Fanfaren und Samplings von klassischer Musik gepaart mit Bruchstücken politischer Reden und Statements insbesondere von Josip Broz Tito. Die Stücke sind im Vergleich ruhiger und verbreiten zum Teil eine fast mystische Atmosphäre. Exemplarisch für diesen Stil stehen unter anderem die Stücke Brat moj (Bruder mein) oder Država (Der Staat).

“Militant classicism is a form which unites the mechanics of organic rhythm and the confusion of intuitive sound interventions into the harmony of the beautiful idea. We have monopolised the right to chaos so as to underline order.”

„Militanter Klassizismus ist eine Form, die die Mechanik des organischen Rhythmus und die Verwirrung von intuitiven Klanginterventionen in der Harmonie der schönen Idee vereint. Wir haben das Recht auf Chaos monopolisiert, um die Ordnung zu unterstreichen.“

Mit dem Erscheinen der Alben Opus Dei und Let It Be wurde dieser Stil zum Ende der 1980er Jahre hin ergänzt durch zahlreiche Coverversionen bekannter Stücke aus dem Rock- und Pop-Bereich, die entsprechend in die Form des militant classicism umgeformt wurden.
Ab dem Ende der 1980er Jahre erfolgte – unter Beibehaltung des grundsätzlichen Stils – eine verstärkte Hinwendung zu Disco-, Techno- und teilweise sogar Rap-Elementen, kulminierend in den Alben Kapital (1992) und NATO (1994).

“We are fascinated by disco aesthetics […] which is – as a regular repetition – the purest form of militantly organized rhythmics of technicist production and classicist beauty.”

„Wir sind fasziniert von der Disco-Ästhetik […], die – als regelmäßige Wiederholung – die reinste Form von militant organisierten Rhythmen von technizistischer Produktion und klassizistischer Schönheit ist.“

Das 1997 erschienene Album Jesus Christ Superstars ist demgegenüber stark von Elementen des Heavy Metal geprägt.

„Der Grund, warum wir uns mehr ins Heavy-Metal-Genre bewegt haben, ist der, daß Heavy Metal das erste Genre gewesen ist, das die moralischen Werte der Religion hinterfragt hat.“

Performance LAIBACHKUNSTDERFUGE
Leipzig 2006

Im neuen Jahrtausend kehrte Laibach mit dem Album WAT wieder verstärkt zum militant classicism der späten 1980er Jahre zurück, wobei die Musik grundsätzlich zugänglicher und stärker von elektronischen Sounds geprägt war. Das 2006 erschienene Album Volk mit Neuinterpretationen verschiedener Nationalhymnen ist noch stärker von elektronischen Klängen geprägt und ist insgesamt wesentlich weniger martialisch gehalten. Mit den Projekten LAIBACHKUNSTDERFUGE und Volkswagner wandte sich Laibach verstärkt klassischen Vorbildern zu und interpretierte diese klassisch orchestriert (Volkswagner) oder auch rein elektronisch (LAIBACHKUNSTDERFUGE) neu.
In dieser eigenwilligen und teils kontroversen Zusammensetzung von Stilistiken spiegelt sich die Denkweise der Band wider. Hier wird das Prinzip der Überidentifikation mit totalitärer Ideologie deutlich: Laibach vereinnahmt alles.

„Wir nehmen von allem ein bißchen und schaffen etwas anderes in einer neuen Kombination. Das ist unser Eklektizismus.“

Die grundlegende Idee des militant classicism äußert sich auch in der Bühnenpräsenz der Gruppe. Konzerte von Laibach sind üblicherweise geprägt vom uniformierten und autoritären Erscheinungsbild der Musiker sowie auch dem Live-Einsatz entsprechender Instrumente wie Trommeln und Fanfaren. Das disziplinierte Agieren steht dabei im krassen Gegensatz zu dem eher spontanen und freien Ansatz der Rockmusik. Die ästhetische Wirkung wird übersteigert durch entsprechende Videoprojektionen und Banner mit laibach-typischer Symbolik, wobei für bestimmte Projekte auch von diesem grundsätzlichen Erscheinungsbild abgewichen wird.

## Laibach als interdisziplinäres Gesamtkunstwerk

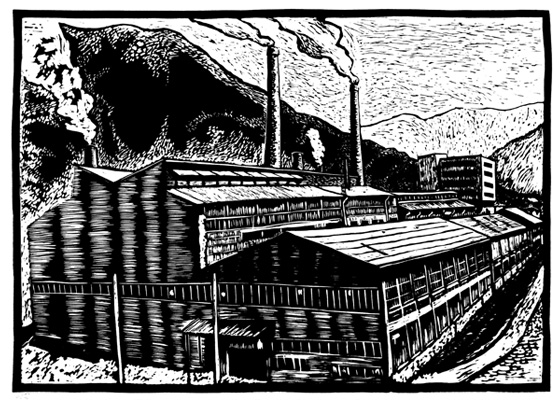
„Chemical Factory“
Werkreihe „Red Districts“

Obwohl Laibach in der populären Wahrnehmung in erster Linie eine Musikgruppe ist, war die Gruppe stets auch in anderen künstlerischen Bereichen aktiv. So sollte bereits die erste von der Gruppe im Jahr 1980 geplante Aktion aus einem Konzertteil sowie einer Ausstellung mit Bildern und Videokunst bestehen.
Neben zahlreichen insbesondere in den 1980er Jahren entstandenen Laibach-Plakaten schuf die Gruppe neben Videokunst auch Gemälde, Grafiken und Objekte. Als signifikante bildliche Werke sind unter anderem das Plakat Miotacz (The Thrower) aus dem Jahr 1980, die Linolschnittserie Red District oder die Gemäldereihe Eber, Saliger, Dachauer, Keller aus dem Jahr 2008 zu nennen.

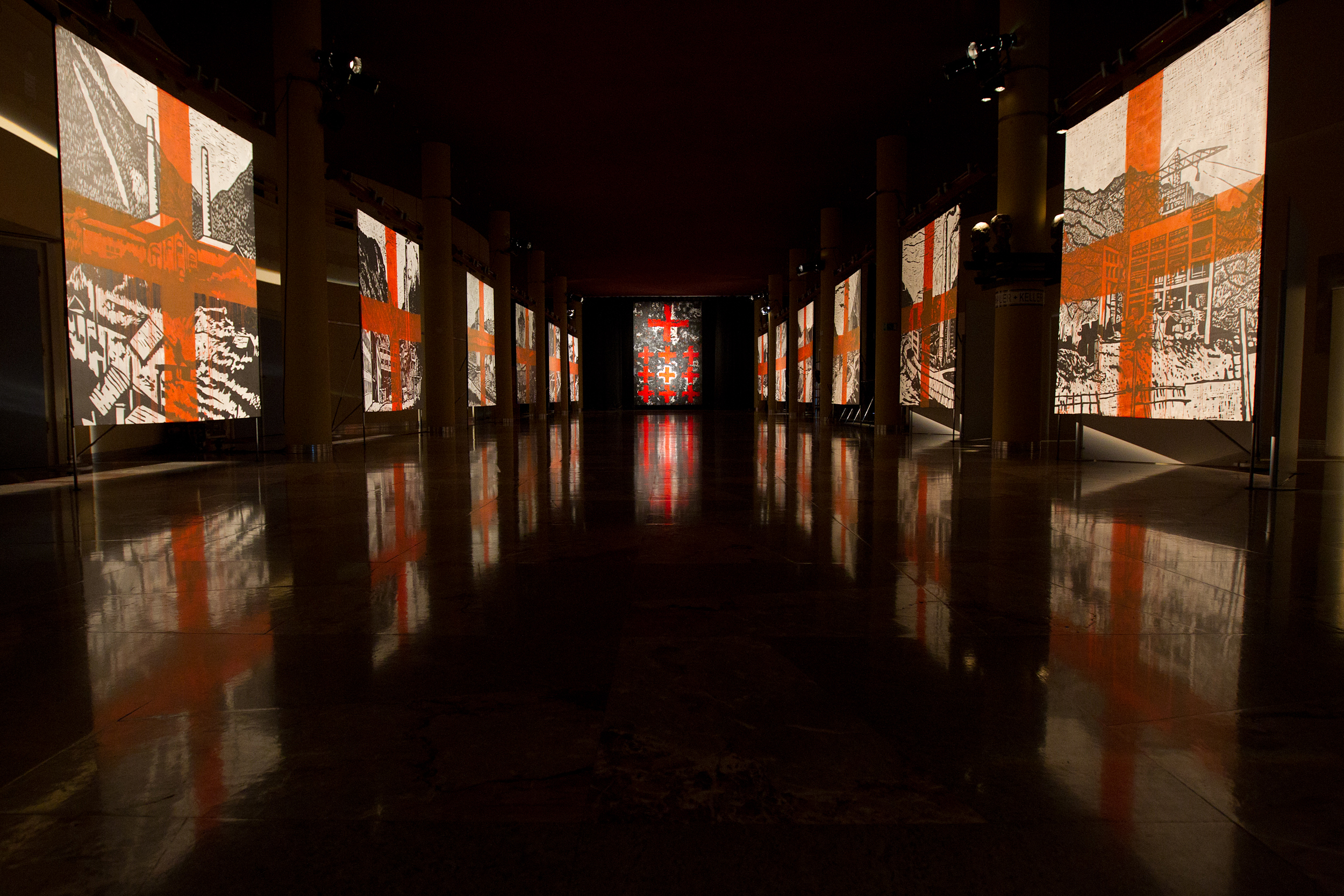
Ausstellung in Trbovlje 2011

Vereinzelt trat Laibach auch unabhängig von Konzerten im weitesten Sinne als Performancekünstler auf. So erschien die Gruppe im Jahr 2003 in einem neu eröffneten Einkaufszentrum in Ljubljana in SS- und Wehrmachtsuniformen zum „Einkauf“, um in künstlerischer Weise die totalitären Elemente von Konsum und Kapitalismus auszuloten.
Laibach wird in der heutigen fachlichen Rezeption daher allgemein auch weniger als Band, sondern als interdisziplinäre Gruppe (multimediales Künstlerkollektiv „Laibach Kunst“) oder sogar als „selbsterschaffenes kollektives Kunstprodukt und homogenes Gesamtkunstwerk“ angesehen.
Die Ausstellungen LAIBACH KUNST – Rekapitulacija im Jahr 2009 in Lodz und LAIBACH KUNST 1980–2010 – Red District and Black Cross im Jahr 2010 in Trbovlje würdigten retrospektiv das künstlerische Werk Laibachs außerhalb der Musik.

## Laibach und der „NSK-Staat“

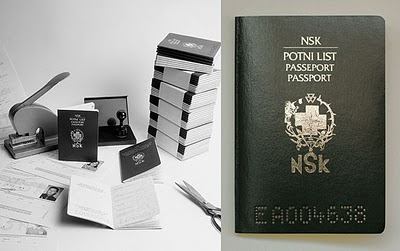
NSK-Passport
Passdokumente des virtuellen NSK-Staates (1992)

Im Jahr 1992 erklärte die NSK ihre Umwandlung von einem Kollektiv in einen Staat („Staat in der Zeit“). Dieser Staat sollte „keine Grenzen und kein Territorium“ haben, sondern als „abstrakter Organismus und suprematistischer Körper“ aufgefasst werden.
Durch den virtuellen NSK-Staat wurden in der Folge symbolisch Ausweispapiere an Mitglieder und Unterstützer der NSK ausgegeben. Parallel dazu wurden temporär und anlassbezogen Botschaften, Konsulate und Passbüros unter anderem in Ljubljana, Moskau, Berlin, Sarajevo, Florenz, Mailand und Umag sowie im Internet eingerichtet. Darüber hinaus existierte zeitweise die virtuelle Währung „NSK“, und es wurden auch eigene Briefmarken und sogar Nationalitätszeichen für Fahrzeuge herausgegeben.

“Art is fanaticism that demands diplomacy.”

„Kunst ist Fanatismus, der Diplomatie verlangt.“

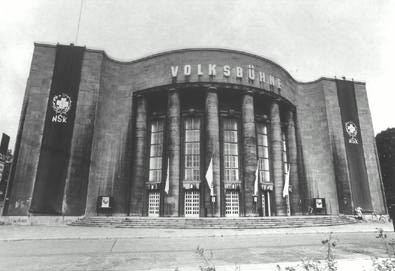
Volksbühne Berlin als „NSK-Staat Berlin“

Zu bestimmten Anlässen proklamierte der NSK-Staat auch temporär gewisse Territorien als „Staatsgebiet“, so z. B. im Rahmen der Veranstaltung „NSK Staat Berlin“  vom 8. bis 10. Oktober 1993 das Gebäude der Volksbühne Berlin mit zwei Konzerten von Laibach. In der Volksbühne an der Wand hängt seitdem eine Plakette, die daran erinnert.
Unbestätigten Berichten zufolge sei es wiederholt Personen gelungen, mit ihren NSK-Reisepässen internationale Grenzen zu überqueren – so soll insbesondere die Ausgabe von NSK-Reisepässen im Rahmen der Veranstaltung „NSK Drzava Sarajevo“ im umkämpften Sarajevo 1994/95 zahlreichen insbesondere bosnischen Staatsangehörigen die Ausreise aus dem bürgerkriegszerrütteten Land ermöglicht haben.
Laibach propagierte insbesondere Mitte der 1990er Jahre aktiv den NSK-Staat. So zeigt zum Beispiel das 1994 erschienene computeranimierte Musikvideo zu The Final Countdown zunächst die Produktion von NSK-Pässen und ruft mit Texteinblendungen in zahlreichen verschiedenen Sprachen dazu auf, „Bürger des ersten globalen Staats des Universums“ zu werden („Become a citizen of the first global state of the universe, the state of NSK“). Das Video endet mit der Darstellung eines NSK-Botschaftsgebäudes im Weltraum („NSK Embassy Mars“). Das virtuelle Gebäude ist optisch angelehnt an den 1947 entstandenen, aber nie realisierten Entwurf des slowenischen Architekten Jože Plečnik für ein slowenisches Parlamentsgebäude in Ljubljana.
Auf dem 2006 erschienenen Laibach-Album Volk befindet sich unter dem Titel NSK die „Nationalhymne“ des NSK-Staates. Es handelt sich bei dem Stück um ein Remake des bereits 1987 auf dem Album Opus Dei veröffentlichten The Great Seal, das inhaltlich Elemente von Winston Churchills Ansprache „We shall fight on the beaches“ aufgreift und mit dem Statement „We shall defend our state“ endet.

## Wirkung und Kritik

### Rezeption in den 1980er Jahren

#### Jugoslawien
Durch den massiven Gebrauch totalitärer und anderweitig ideologisch bedeutungsgeladener Zeichen und Symbole und ihr totalitäres Auftreten sorgte Laibach immer wieder für Provokationen, Missverständnisse und Verwirrung. Vor allem die Frühzeit der Band im sozialistischen Jugoslawien war geprägt von politischen Kontroversen und Veranstaltungsverboten, insbesondere des vollständigen Auftrittsverbots von 1983 bis 1987.

#### Europa und Nordamerika

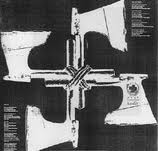
Grafik aus der LP Opus dei, angelehnt an eine Collage John Heartfields

Auch in Europa und Nordamerika wurde die Gruppe in den 1980er Jahren als problematisch aufgenommen, wobei die Ambivalenz ihres künstlerischen Ausdrucks dazu führte, dass sie in Westeuropa (insbesondere in Deutschland) ähnlich wie in Jugoslawien und den Ostblockstaaten als mutmaßlich neonazistisch/faschistisch angesehen wurde, wohingegen man sie in den USA teilweise auch der „kommunistischen Subversion“ verdächtigte.
Richard Wolfson schrieb über sie:

“Laibach’s method is extremely simple, effective and horribly open to misinterpretation. First of all, they absorb the mannerisms of the enemy, adopting all the seductive trappings and symbols of state power, and then they exaggerate everything to the edge of parody.
Next they turn their focus to highly charged issues – the West’s fear of immigrants from Eastern Europe, the power games of the EU, the analogies between Western democracy and totalitarianism.”

„Laibachs Methode ist sehr einfach, wirksam und schrecklich anfällig für Fehlinterpretationen. Als erstes absorbieren sie die Angewohnheiten der Gegner, adaptieren all die verführerischen Verlockungen und Symbole der Staatsmacht und dann übersteigern sie alles bis an die Grenzen einer Parodie.
Als Nächstes wenden sie ihre Aufmerksamkeit den kontroversen Themen zu — der Angst des Westens vor Einwanderern aus dem Osten, die Machtspiele innerhalb der EU, die Analogien zwischen westlicher Demokratie und Totalitarismus.“

### Laibach und die Unabhängigkeit Sloweniens
Die Provokationen Laibachs gegen das jugoslawische Regime der Post-Tito-Ära hatten naturgemäß zu entsprechenden Reaktionen des Staates geführt, aber damit einhergehend auch das Bewusstsein der intellektuellen Kreise und der Gesamtbevölkerung für die durch Laibach und die Neue Slowenische Kunst aufgeworfenen Fragen geschärft. Der Neuen Slowenischen Kunst und insbesondere Laibach wurden daher im Nachgang der Umwälzungen auf dem Balkan und der Unabhängigkeit Sloweniens im Jahr 1991 von verschiedener Seite die Rolle eines „Katalysators“ ebendieser politischen Umwälzungen speziell in Slowenien zugeschrieben. Inwieweit dies tatsächlich zutreffend ist, kann nur schwer beurteilt werden.
Fest steht, dass Laibach spätestens seit dieser Zeit in Slowenien die Rolle als staatsgefährdende Provokateure und geistige Brandstifter verloren hat. Laibach ist inzwischen vielmehr zum positiven Aushängeschild des Landes und kulturellen Exportschlager geworden und trat unter anderem 1997 im Rahmen der offiziellen Feierlichkeiten zum „Europäischen Kulturmonat“ in Ljubljana sowie im slowenischen Pavillon bei der Weltausstellung EXPO 2000 in Hannover auf. Eine wichtige Rolle bei der Rehabilitierung der Band dürften auch die diesbezüglichen Ausführungen und Interpretationen des international bekannten slowenischen Philosophen und Laibach-Apologeten Slavoj Žižek gespielt haben.
In gleicher Weise verschwanden aufgrund der intensiveren Auseinandersetzung mit dem Thema auch die Faschismus-Vorwürfe in Westeuropa und den USA, so dass Laibach heute als Kunstphänomen oder auch schlicht als Band überwiegend unpolitisch wahrgenommen wird.

### Laibach heute
Neben der Öffnung auf neue Themenbereiche öffnete sich Laibach zunehmend in der Außendarstellung, und Laibachs Werke wurden musikalisch wie inhaltlich zugänglicher. Die Gruppe selbst bezeichnete das 2004 erschienene Best-of-Album Anthems als Schlusspunkt einer Periode.
Bis heute ist der provokative Umgang mit totalitärer, insbesondere nationalsozialistischer Ästhetik dennoch ein selbstironisches Stilmittel Laibachs geblieben. So wurden in den vergangenen Jahren als Merchandise-Artikel unter anderem Kondome mit dem Aufdruck Anti-Semitism oder Seife mit dem Slogan Schwitz-Aus angeboten.
Zahlreiche Konzerte, Ausstellungen und Veröffentlichungen der letzten Jahre waren zumindest teilweise retrospektiv ausgerichtet wie zuletzt die Ausstellung LAIBACHKUNST 1980–2010 – Red District + Black Cross im Jahr 2010 in Trbovlje (Slowenien) oder das Konzert in der Tate Gallery of Modern Art in London 2012.

### Einfluss auf andere Künstler

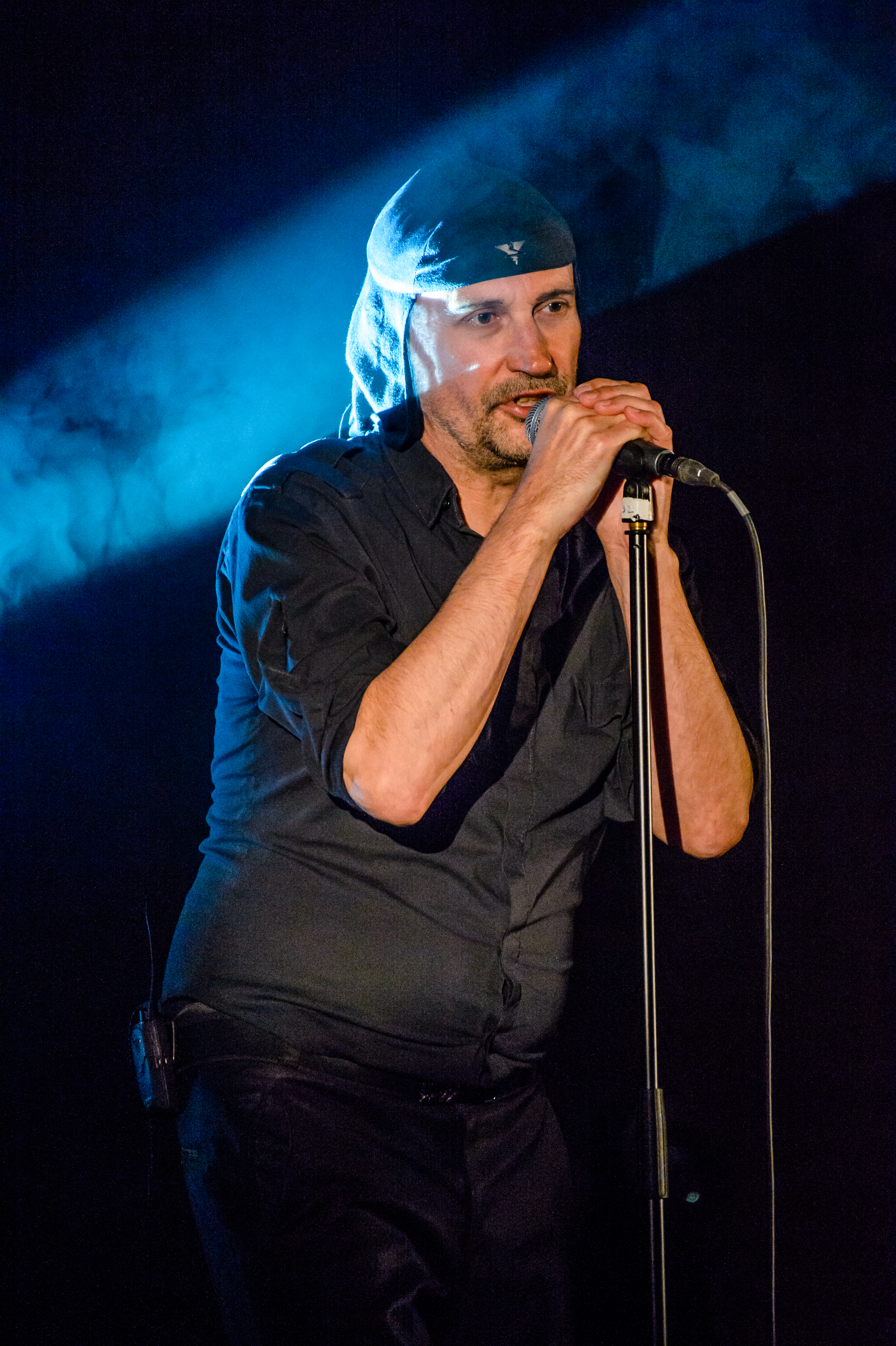
Sänger Milan Fras

Eigenen Angaben zufolge wurde die deutsche Band Rammstein vom Stil Laibachs inspiriert. Der tiefe Gesang von Rammstein-Sänger Till Lindemann weist Parallelen zum Gesangsstil von Laibachs Milan Fras auf. Das Rammstein-Logo greift das von Laibach verwendete Schwarze Kreuz Kasimir Sewerinowitsch Malewitschs auf. Rammstein lehnte eine Strophe aus ihrem Rammlied an Textteile von Laibachs Geburt einer Nation an:
Ein Weg

Ein Ziel

Ein Motiv

(RAMMSTEIN)

Eine Richtung

Ein Gefühl

Aus Fleisch und Blut

Ein Kollektiv
Laibach remixte 2004 den Rammstein-Titel Ohne dich. In einem Interview im Jahr 2004 meinte Ivan Novak dazu, es gäbe offensichtlich einige Gemeinsamkeiten der beiden Bands und dass Rammstein Laibach für Kinder und Laibach Rammstein für Erwachsene sei.
1999 erschien der Tribute-Sampler Schlecht und ironisch – Laibach Tribut, auf dem diverse Industrial- und Experimental-Bands, unter anderem Kirlian Camera und Prager Handgriff, Coverversionen von Laibach-Stücken veröffentlichten.

## Diskografie

### Alben
- Laibach (SKUC/Ropot, 1985/CD 1995)
- Rekapitulacija 1980–1984 (Walter Ulbricht Schallfolien, 1985/CD 1987)
- Neu Konservatiw (Cold Spring Records, 1985)
- Nova Akropola (Cherry Red, 1985/CD 1987)
- The Occupied Europe Tour (Side Effects Rec., 1986/CD 1990)
- Opus Dei (Mute Records, 1987)
- Slovenska Akropola (Ropot, 1987/CD 1995)
- Krst pod Triglavom-Baptism (Walter Ulbricht Schallfolien, 1987/CD Sub Rosa, 1988)
- Let It Be (Mute Records, 1988)
- Macbeth (Mute Records, 1989)
- Sympathy for the Devil (Mute Records, 1990)
- Kapital (Mute Records, 1992)
- Ljubljana-Zagreb-Beograd (The Grey Area/Mute Records, 1993)
- NATO (Mute Records, 1994)
- Occupied Europe Nato Tour 1994-95 (CD und VHS) (Mute Records, 1996)
- Jesus Christ Superstars (The Grey Area/Mute Records, 1996)
- MB December 1984 (Mute Records, 1997)
- Laibach 1999 Reissue (Nika – NSK Recordings, 1999)
- Nova Akropola Reissue (Nika – NSK Recordings, 2002)
- Rekapitulacija Reissue (Nika – NSK Recordings, 2002)
- The John Peel Sessions (Strange Fruit Records, 2002)
- Neu Konservatiw Reissue (Cold Spring Records, 2003)
- WAT (Mute Records, 2003)
- Anthems (Mute Records, 2004)
- Volk (Mute Records, 2006)
- Volk Tour, London CC Club 16. April 2007 (Live Here Now, 2007)
- Laibachkunstderfuge – BWV 1080 (Dallas / Mute Song, 2008)
- Gesamtkunstwerk - Dokument 81-86 (Vinyl on Demand)
- An Introduction to… Laibach / Reproduction Prohibited (Mute, 2012)
- Iron Sky – The Original Film Soundtrack (Mute Artists Limited, 2012)
- Monumental Retro-Avant-Garde (Live At Tate Modern / 14. April 2012) (Mute and Abbey Road Live Here Now, 2012)
- Spectre (Mute Artists Limited, 2014)
- Also Sprach Zarathustra (Mute Records, 2017)
- The Sound Of Music (Mute Records, 2018)
- Laibach Revisited (DZR, 2020)
- WIR SIND DAS VOLK - Ein Musical aus Deutschland (nach Texten von Heiner Müller) (Muter Artists Ltd., 2022)
- Sketches of the Red Districts (2023)
- Love is still alive (2023)
- Alamut (2025)

### Offizielle Live-Tapes
- Laibach / Last Few Days (MC, 1983)
- Documents of Opression (MC, 1984)
- Vstajenje v Berlin (MC, 1984)
- Live in Hell (MC, 1985)
- Ein Schauspieler (MC, 1985)
- Divergences / Divisions (MC, 1986)

### Singles
- Boji / Sila / Brat Moj 12" (L.A.Y.L.A.H. Antirecords, 1984, LAY02)
- Panorama 12" (1984, 12 EWS 3)
- Die Liebe 12" (1985, 12 CHERRY 91)
- Geburt einer Nation 12" (Mute Records, 1987, MUTE 60)
- Life Is Life 7"/12" (Mute Records, 1987, MUTE 62)
- Sympathy for the Devil 2x12"/CD/Picture-Disc (Mute Records, 1988, 1 MUTE 80T/2 MUTE 80T)--
- Across the Universe 7"/12"/CD (Mute Records, 1988, MUTE 91)
- Die Liebe/Panorama CDS (1989, CDCHERRY91)
- 3. Oktober 12"/CD (Mute Records, 1990, MUTE INT 826.950)
- Wirtschaft ist tot 12"/CD (Mute Records, 1992, MUTE 116)
- Final Countdown 12"/CD (Mute Records, 1994, MUTE 117)
- In the Army Now/War 12"/CD (Mute Records, 1995, MUTE 197)
- Jesus Christ Superstar CD (Mute Records, 1996, MUTE 197)
- Tanz mit Laibach 12"/CD (Mute Records, 2003, MUTE 197)
- Das Spiel ist aus 12"/CD (Mute Records, 2004, MUTE319)
- Anglia 12"/CD (Mute Records, 2006, MUTE364)
- 1 VIII 1944. Warszawa CD (Polish National Centre for Culture, 2014)
- Party Songs (EP, Mute Records, 2019)

### Nebenprojekte
- 300 000 V.K.
  - Peter Paracelsus, 1994
  - Also sprach Johann Paul II, 1997
  - Bill Gates-Hard Drive, 1999
  - Titan, 2008
  - Peter Paradox, 2019

### Filme / Videos
- Pobeda pod suncem/Victory under the sun (VHS, Avala Film, 1988)
- Predictions of Fire - A film about art, politics and war (VHS, Kinetikon Pictures / RTV Slovenija, 1996)
- The Videos – Wat EPK (DVD, Mute Records, 2004)
- A Film from Slovenia – Occupied Europe Nato-Tour 1994-95 (DVD, Mute Records, 2004)
- Divided States of America – Laibach Live in Paris 2005 (DVD, Mute Records, 2006)
- LaibachVolk - Dead in Trbovlje (DVD, Mute Records, 2008)
- Liberation Day (Dogwoof Ltd., 2017)